# دينو بيفاب
دينو بيفاب مواليد 13 يناير 1993 في سراييفو، هو لاعب كرة قدم بوسني يلعب مع نادي أولمبيك سراييفو كظهير أيسر. مثّل منتخب البوسنة والهرسك لكرة القدم.

## المسيرة الاحترافية

### أندية لعب لها
- نادي زغرب
- نادي جيلييزنيتشار ساراييفو
- نادي أولمبيك سراييفو

## روابط خارجية
- دينو بيفاب على موقع قاعدة بيانات كرة القدم.إي يو (الإنجليزية)
- دينو بيفاب على موقع Soccerway.com (الإنجليزية)
- دينو بيفاب على موقع عالم كرة القدم.نت (الإنجليزية)